# Định luật cảm ứng Faraday

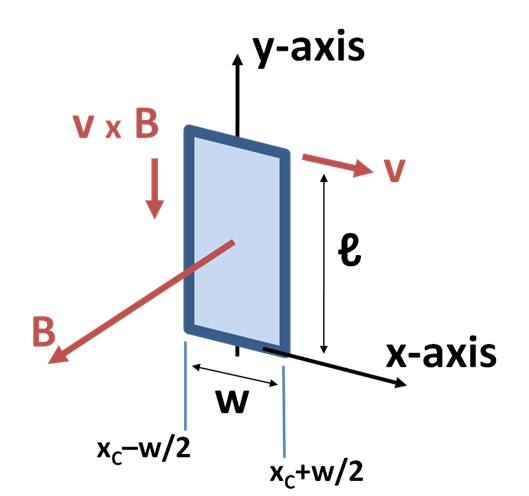

Định luật cảm ứng Faraday là định luật cơ bản trong điện từ, cho biết từ trường tương tác với một mạch điện để tạo ra sức điện động (EMF) - một hiện tượng gọi là cảm ứng điện từ. Đó là nguyên lý hoạt động cơ bản của máy biến áp, cuộn cảm, các loại động cơ điện, máy phát điện và nam châm điện.
Phương trình Maxwell-Faraday là sự tổng quát của định luật Faraday, và được liệt kê như là một trong các phương trình của Maxwell.

## Lịch sử nghiên cứu
Định luật cảm ứng được khám phá bởi nhà vật lý hóa học người Anh Michael Faraday năm 1831 và Joseph Henry độc lập nghiên cứu tại cùng thời gian.

## Định luật Faraday

### Định nghĩa
Theo một phiên bản phổ biến của định luật Faraday nói rằng:
Suất điện động cảm ứng trong bất kỳ một mạch kín bằng âm biến thiên thời gian của từ thông bao quanh nó.

### Công thức
Định luật cảm ứng Faraday cho biết mối liên hệ giữa biến thiên từ thông {\displaystyle \Phi _{B}} trong diện tích mặt cắt của một vòng kín và điện trường cảm ứng dọc theo vòng đó. được tính bởi công thức:
{\displaystyle \Phi _{B}=\iint \limits _{\Sigma (t)}\mathbf {B} (\mathbf {r} ,t)\cdot d\mathbf {A} \,,}
Với dA là một phần của diện tích bề mặt di chuyển của cuộn dây {\displaystyle \Sigma (t)}, B là từ trường (còn gọi là"mật độ từ thông"), và B·dA là Tích vô hướng. Trong các thuật ngữ trực quan hơn, lượng từ thông qua đi vòng dây tỷ lệ thuận với số lượng đường sức từ đi qua nó.
Dạng tích phân:
{\displaystyle \oint _{s}\mathbf {E} \cdot d\mathbf {l} =-{d\Phi _{B} \over dt}}
với E là điện trường cảm ứng, ds là một phần tử vô cùng bé của vòng kín và dΦB/dt là biến thiên từ thông.

### Phương trình Maxwell–Faraday
Dạng vi phân, tính theo từ trường B:
{\displaystyle {\vec {\nabla }}\times \mathbf {E} =-{\frac {\partial \mathbf {B} }{\partial t}}}
Trong trường hợp của một cuộn cảm có N vòng cuốn, công thức trở thành:
{\displaystyle V=-N{\Delta \Phi  \over \Delta t}}
với V là lực điện động cảm ứng và ΔΦ/Δt là biến thiên của từ thông Φ trong khoảng thời gian Δt.
Chiều của lực điện động (dấu trừ trong các biểu thức trên) phù hợp với định luật Lenz.

## Lịch sử
Định luật cảm ứng Faraday dựa trên các thí nghiệm của Michael Farádaday vào năm 1831.
Định luật ban đầu được phát biểu là:
Một lực điện động được sinh ra bởi cảm ứng khi từ trường quanh vật dẫn điện thay đổi
suất điện động cảm ứng tỷ lệ thuận với độ thay đổi của từ thông qua vòng mạch điện.